# Donnet-Denhaut (hidrocanoas)
El Donnet-Denhaut fue un hidrocanoa de combate diseñado para misiones de patrulla marítima y lucha antisubmarina, producido en Francia durante la Primera Guerra Mundial. Sencillamente denomimados como "Donnet-Denhaut" o "DD", las denominaciones DD-2, DD-8, DD-9, y DD-10 fueron aplicadas retrospectivamente para denotar los distintos cambios de configuración realizados durante su vida de servicio.

## Diseño y desarrollo

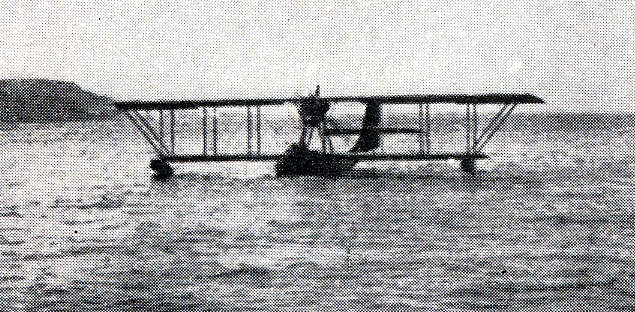
Donnet-Denhaut DD-3 (foto de Serra Ribeiro; Ilustração Portuguesa, 22-9-1919)

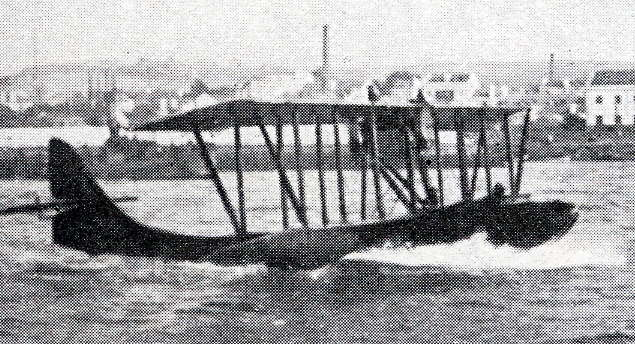
DD-3 (foto Serra Ribeiro)

Desarrollado en respuesta a un requerimiento de la Marina Francesa, se trataba de un hidrocanoa biplano de configuración convencional, con dos flotadores estabilizadores bajo las alas y un motor rotativo, situado entre los dos planos como disposición propulsora. La Marine Nationale encargó unas 90 aeronaves con esta configuración original (más tarde bautizada como DD-2), y en 1917 solicitó a Donnet-Denhaut una redefinición de la aeronave para aprovechar el nuevo motor en V Hispano-Suiza 8A. Así equipado, la marina ordenó otras 365 unidades. Para aprovechar el motor más potente, Donnet-Denhaut aumentó la envergadura alar y añadió al fuselaje un tercer puesto elevado para un segundo artillero, pasando la dotación de dos a tres tripulantes. Esta versión, más tarde denominada DD-8, llegó a ser la más producida, con quizás unas 500 unidades construidas. El DD-8 era también conocido como Donnet-Denhaut 300-hp.
En desarrollos posteriores se añadió una segunda ametralladora a cada artillero (modelo DD-9) y se adoptaron motores gemelos montados en serie (DD-10). Tras la guerra, unos cuantos DD militares sobrantes fueron remanufacturados como Donnet HB.3, que operaron comercialmente durante un tiempo.

## Historial de operaciones
Además de servir con la Marina Francesa, los hidroaviones DD fueron utilizados por la Marina de los Estados Unidos en Europa, volando entre Île-Tudy y Dunkerque para proteger los convoyes del ataque de los submarinos. Los norteamericanos adquirieron 50 de estas aeronaves, y el primer ataque aéreo antisubmarino (contra el SM U-108 sin éxito) tuvo lugar el 23 de abril de 1918.

## Operadores

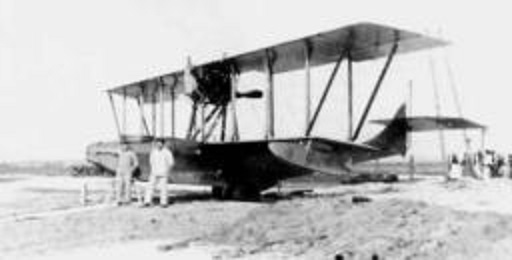
Hidrocanoa Donnet-Denhaut en l'Île-Tudy

Francia
- Aeronavale

 Portugal
- Aviação Naval Portuguesa

 Estados Unidos
- US Navy

 Suecia
- Svenska marinen

## Especificaciones (DD-8)

### Características generales
- Tripulación: 3
- Longitud: 10,75 m
- Envergadura: 16,80 m
- Altura: 3,00 m
- Superficie alar: 53 m²
- Peso vacío: 950 kg
- Peso cargado: 1800 kg
- Planta motriz: 1× V8 refrigerado por líquido Hispano-Suiza 8A.
  - Potencia: 110 kW (152 HP; 150 CV)

### Rendimiento
- Velocidad máxima operativa (Vno): 130 km/h
- Alcance: 520 km
- Régimen de ascenso: 2,5 m/seg

### Armamento
- Ametralladoras: 2× Lewis cal. 7,70 mm
- Bombas: 2 bombas de 35 kg

### Aviones de función, configuración y época comparables
- FBA Tipo H
- Lohner L